# Battista Paganelli
Battista Paganelli (Grignano, 16 maggio 1953) è un ex canottiere italiano.

## Biografia
Nato nel 1953 a Grignano, frazione di Brembate, in provincia di Bergamo, a 23 anni ha partecipato ai Giochi olimpici di Montréal 1976, nel quattro con, insieme a Enzo Borgonovi, Gino Iseppi, Ariosto Temporin e al timoniere Paolo Trisciani, chiudendo la batteria al 5º posto con il tempo di 6'44"81, passando in semifinale grazie al 3º posto nel ripescaggio in 6'25"43, chiudendo poi 6º in semifinale con il tempo di 6'17"79 e 12º totale, con il 6º posto nella finale B in 6'55"53.